# Metropoli (EP)
Metropoli è il secondo EP della cantautrice italiana Ginevra, pubblicato il 26 giugno 2020.

## Descrizione
Il disco, composto da sei brani, è prodotto da Francesco Fugazza.

## Tracce
1. Metropoli – 1:58 (Ginevra Lubrano, Francesco Fugazza, Marco Fugazza, Gabriele Mellia Amari)
2. Uragano – 3:20 (Ginevra Lubrano, Francesco Fugazza, Marco Fugazza)
3. Sconosciuti – 3:17 (Ginevra Lubrano, Francesco Fugazza, Marco Fugazza)
4. Rajasthan – 4:09 (Ginevra Lubrano, Francesco Fugazza)
5. Mostri – 3:37 (Ginevra Lubrano, Francesco Fugazza)
6. Marte – 2:00 (Ginevra Lubrano, Francesco Fugazza, Lorenzo Pisoni)